# Спирин, Александр Валерьевич
Александр Валерьевич Спирин (16 января 1962 — 11 апреля 1999) — советский и российский хоккеист, нападающий, защитник.

## Биография
Воспитанник московского «Спартака». В 1981 году провёл в чемпионатах СССР 9 матчей. Выступал в низших лигах за команды «Дизелист» Пенза (1981/82 — 1982/83), «Локомотив» Москва (1982/83), «Кристалл» Электросталь (1983/93), «Вятич» Рязань (1991/92), «Марс» Тверь (1993/94), «Звезда» Тверь (1994/95), «Вятич» Тверь (1995/96).
Чемпион Европы среди юниоров 1979 года.
Скончался 11 апреля 1999 года в возрасте 37 лет. Похоронен на Николо-Архангельском кладбище.